# Сероглазка (Петропавловск-Камчатский)
Серогла́зка — жилой массив в городе Петропавловск-Камчатский Камчатского края России. Ранее село в пригороде Петропавловска-Камчатского.  После вхождения в черту города – микрорайон (некоторые источники относят ещё и к посёлкам).

## Топоним
Название дано по расположению у одноимённой бухты.

## География
Расположено на берегу одноимённой бухты. Ближайший аэропорт — Елизово. Расстояние до него — 16 км.

## История
Село основано в 1853 году казаками, переселёнными из села Гижига нынешней Магаданской области.
В 1926–1927 годах проведена Приполярная перепись населения; на берегу Авачинской бухты были 4 селения:
- Вилюй — 2 русских хозяйства, 8 мужчин и 3 женщины.
- Сероглазка — 25 русских хозяйств, 54 мужчины и 53 женщины.
- Тарья — 5 хозяйств (из них 2 русских), 9 мужчин и 9 женщин.
- Тарья, завод — 6 хозяйств (3 русских), 16 мужчин, 15 женщин[5].

## Инфраструктура
Культурный центр «Дом культуры Сероглазка» 